# Jettingen
Jettingen (en alsacià Jettige) és un municipi francès, situat a la regió del Gran Est, al departament de l'Alt Rin. L'any 1999 tenia 502 habitants.
El famós compositor i organista Johann Ernst Eberlin (1702-1762) era fill d'aquest petit poble.

## Demografia
| 1962 | 1968 | 1975 | 1982 | 1990 | 1999 |
| ---- | ---- | ---- | ---- | ---- | ---- |
| 391  | 430  | 383  | 394  | 470  | 502  |

## Administració
| Període | Identitat         | Partit |
| ------- | ----------------- | ------ |
| 2001-   | Jean-Claude Colin |        |